# Střelničná
Střelničná je název ulice v Praze 8, která spojuje ulici Vysočanskou s ulicí Pod sídlištěm. Měří asi 1,7 km a je orientována převážně východo-západním směrem. V celém svém vedení se jedná o silnici II. třídy a je obousměrná s tramvajovou tratí uprostřed. Svůj název nese od roku 1938, kdy vznikla. Je pojmenována po vojenské střelnici, která se zde poblíž nacházela.

## Průběh
Začíná v křižovatce s ulicemi Klapkova a Pod sídlištěm, odkud vychází východním směrem. Vpravo odbočení do ulice Náhorní, vlevo do ulice Zdibské. Do ulice Zdibské odbočuje také tramvajová trať jako součást tramvajové smyčky. Zde je i tramvajová zastávka Střelničná. Další ulice vlevo Čumpelíkova, vpravo nepojmenovaná komunikace k administrativním budovám. Následuje zastávka Kyselova. Další křižovatka vybavená SSZ umožňuje odbočit vlevo do Opálkovy a vpravo do Dolejšovy. Dál prochází Střelničná kolem stanice metra Ládví s identicky pojmenovanými zastávkami tramvaje, městských i regionálních autobusů. Následuje světelná křižovatka s ulicemi vpravo Davídkova a vlevo Binarova. U tramvajové zastávky Štěpničná odbočuje vpravo ulice Štěpničná a poté vlevo ulice Střekovská. Končí na kruhovém objezdu, ze kterého vycházejí ulice Ďáblická a Vysočanská a vjezd na parkoviště obchodního centra. Přirozeným pokračováním je ulice Vysočanská.

## Dopravní charakteristika
Střelničná je v celé své délce dvouproudá, uprostřed rozdělena tramvajovým pásem s kolejnicemi uloženými v otevřeném štěrkovém loži. Tramvajové zastávky jsou (od západu k východu): Střelničná, Kyselova, Ládví, Štěpničná. U zastávky Střelničná odbočuje z tramvajové trati vjezd do blokové tramvajové smyčky Březiněveská. Za zastávkou Štěpničná se tramvajová trať zanořuje do tunelu, který podchází zdejší křižovatku. Po celé délce jsou také vedeny linky autobusů se zastávkami Ládví a Štěpničná. Ulice začíná u stanice metra Kobylisy, přibližně uprostřed délky je stanice metra Ládví. U stanice metra Ládví jsou ukončeny regionální autobusy ze směru od Neratovic. 

## Zajímavé objekty
Bezprostředně u tramvajové zastávky Kyselova, na jih od ulice je administrativní budova Ministerstva vnitra. Nedaleko od ulice severním směrem se nachází Kobyliská střelnice. Poblíž ulice Dolejškova jsou objekty Ústavu fyziky plazmatu AV ČR se zařízením TOKAMAK. Jižním směrem od Střelničné mezi ulicemi Davídkova a Štěpničná se nachází Nový židovský hřbitov v Praze-Libni.

## Galerie

Střelničná (vlevo) v roce 1982, Ďáblická (vpravo)
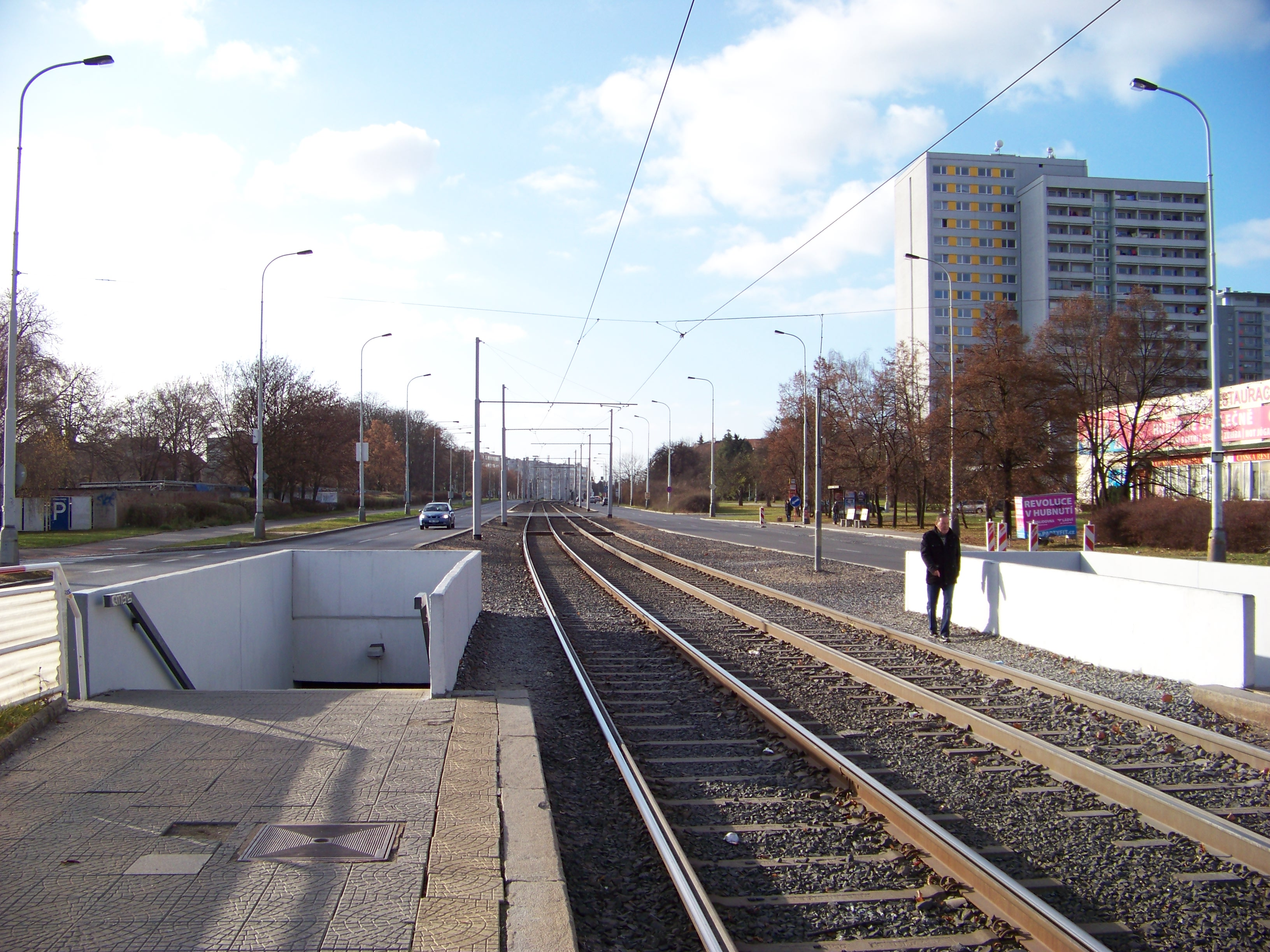
Vedení tramvajové trati
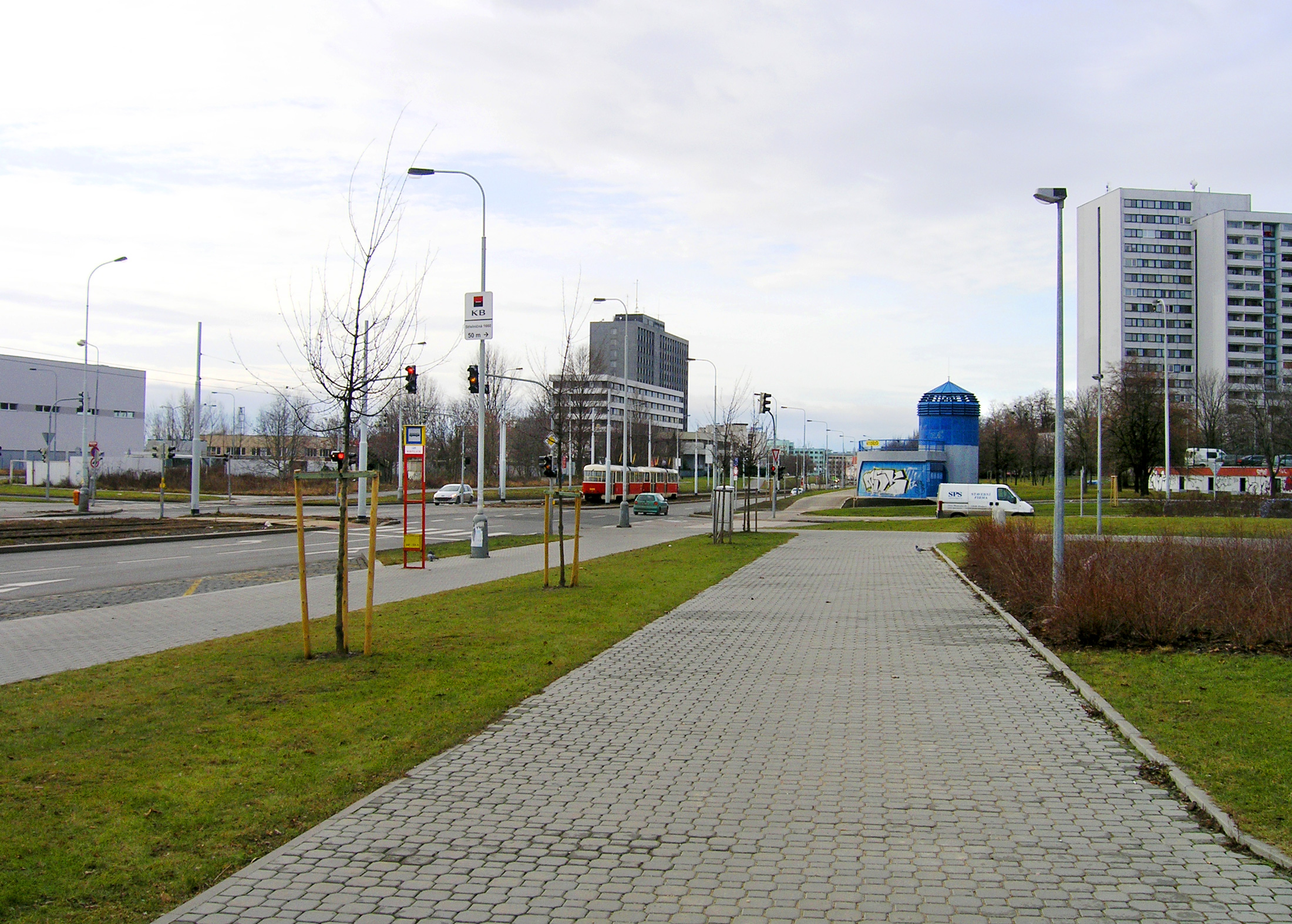
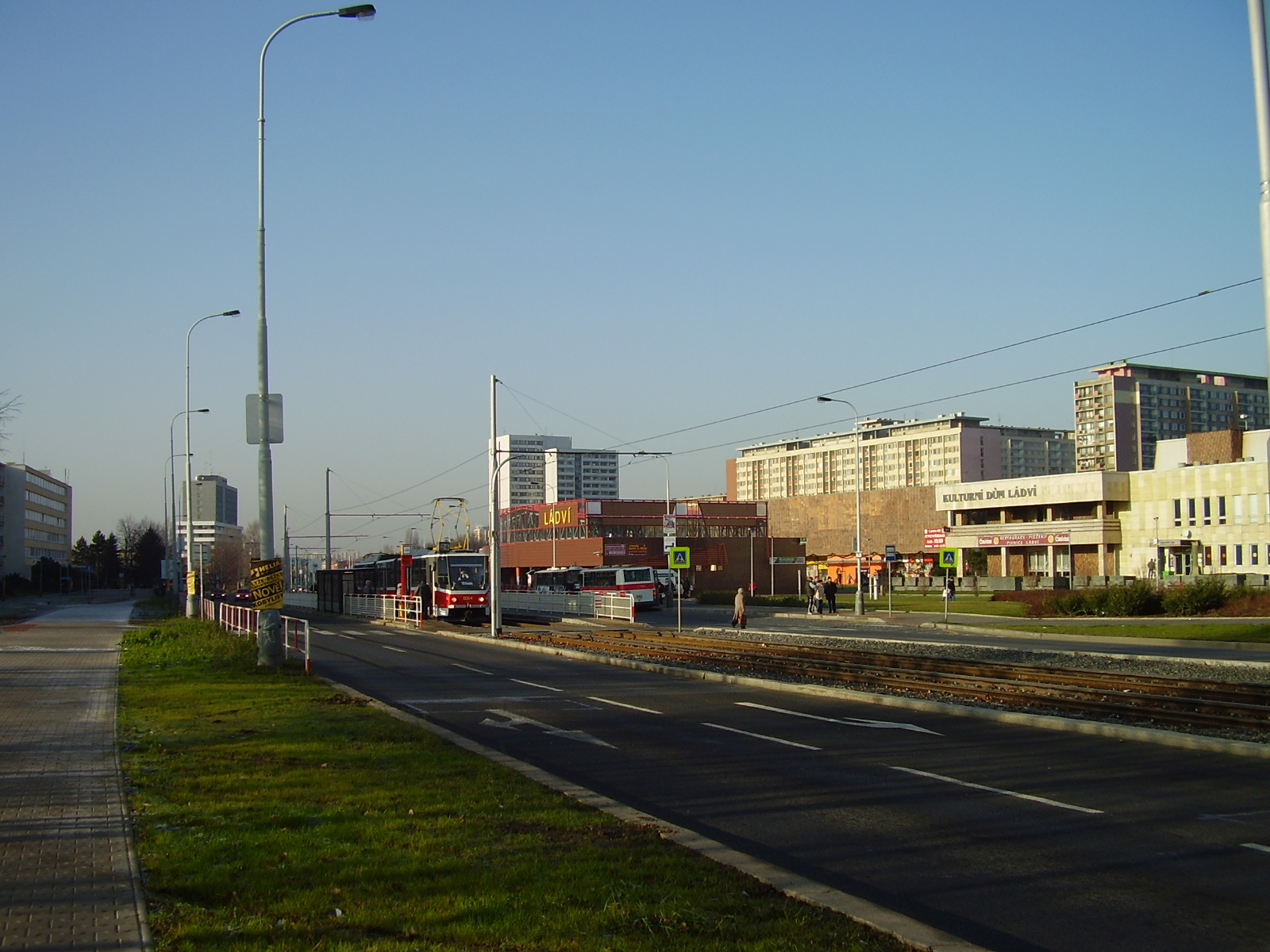
Stanice metra Ládví
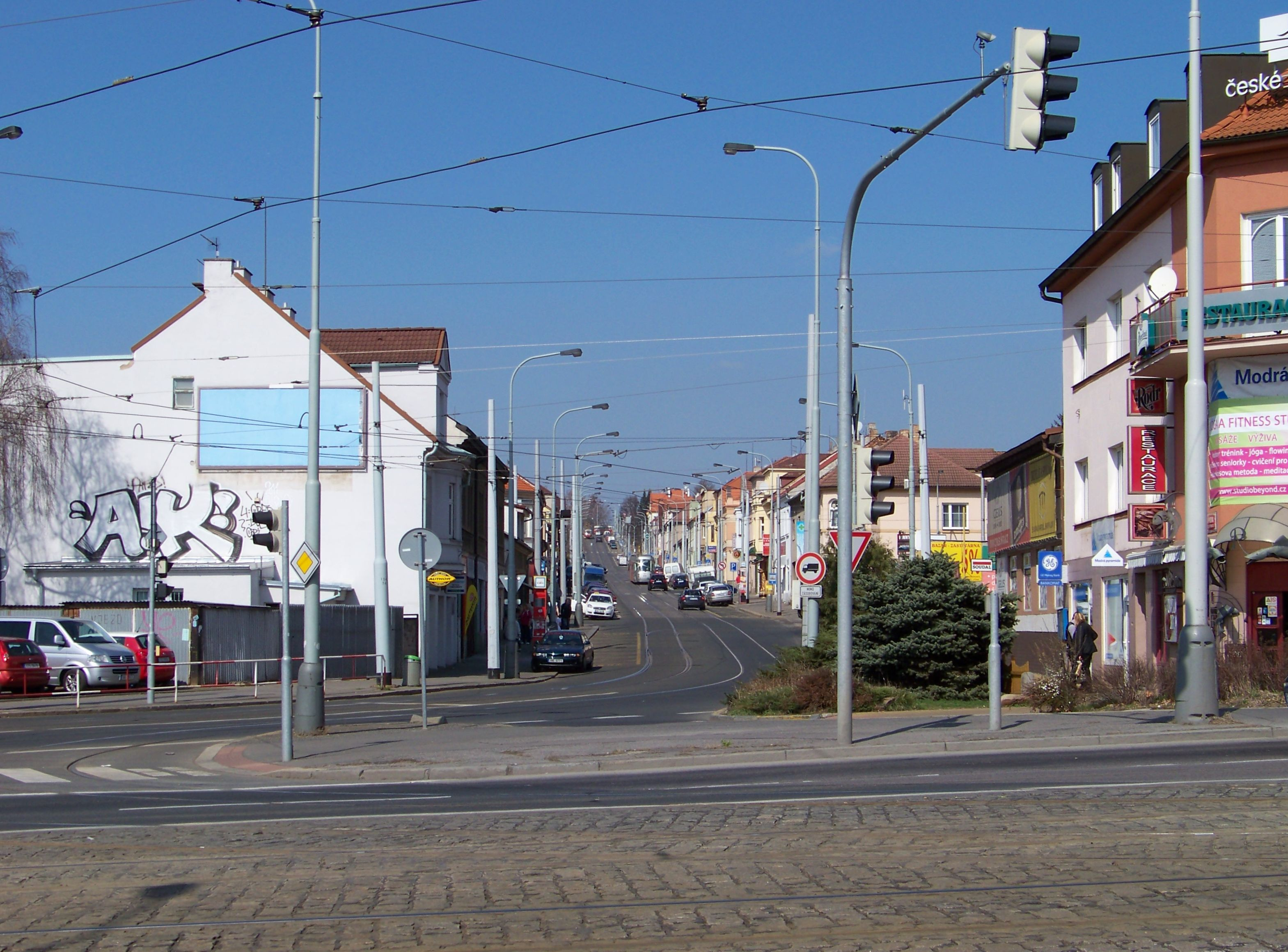
Konec Střelničné u Klapkovy